# Афонсу, Давид
Давид Маркеш Афонсо (порт. David Marques Afonso; 26 июня 1990 года, Амадора, Португалия) — португальский футбольный тренер.

## Биография
Занимался футболом в родной Португалии, однако из-за травм не смог стать профессиональным футболистом. В 2012 году женился на гражданке Литвы и переехал на родину супруги, где он изучал русский язык.
С 2013 года работает в системе клуба «Банга» (Гаргждай). Он последовательно возглавлял юниорские, вторую (за нее в 2017 году специалист даже провел два матча в качестве игрока и забил в них один гол) и женскую команду. По итогам 2018 года был признан лучшим женским футбольным тренером Литвы.
В июне 2021 года возглавил основной состав мужской «Банги», который выступает в элитной A Лиге. На этом посту португалец сменил Томаса Тамошаускаса.

## Достижения

### Командные
- Бронзовый призер чемпионата Литвы среди женских команд (2): 2018, 2019.

### Личные
- Тренер года в женском футболе в Литве (1): 2018.
- Тренер месяца в A Лиге (1): 2021 (ноябрь)[5].